# Veronica plebeia
Veronica plebeia är en grobladsväxtart som beskrevs av Robert Brown. Veronica plebeia ingår i släktet veronikor, och familjen grobladsväxter. Inga underarter finns listade i Catalogue of Life.